# Rzeka główna

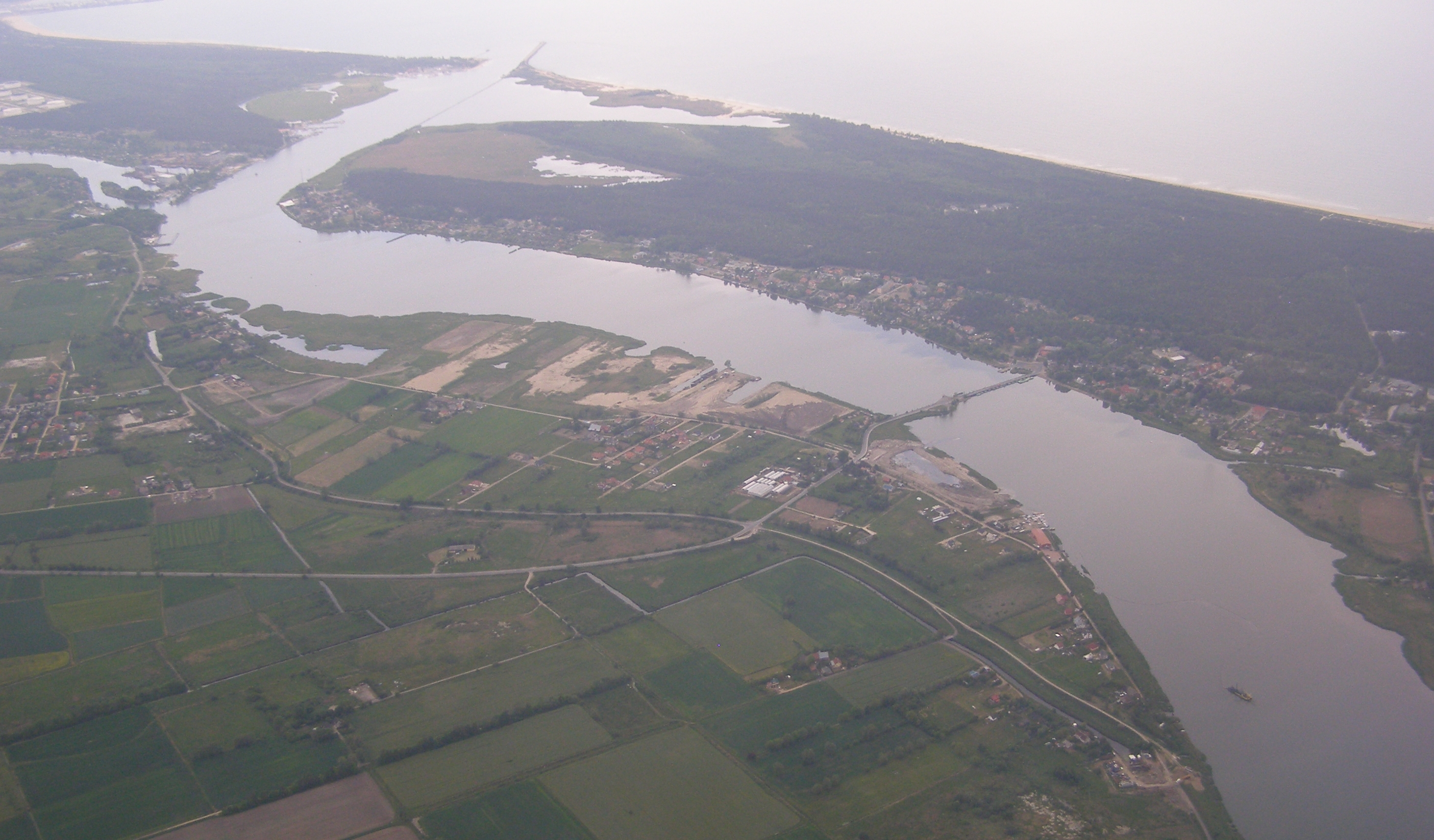
Rzeka główna (Wisła)

Rzeka główna – rzeka, która uchodzi bezpośrednio do morza, oceanu lub wpływa do obszaru bezodpływowego; nie może być dopływem innej rzeki.
W Polsce są to Wisła, Odra, a także mniejsze rzeki wpadające bezpośrednio do Morza Bałtyckiego.